# Leading Peak
Leading Peak är en bergstopp i Sunshine Coast Regional District i provinsen British Columbia i Kanada. Leading Peak ligger 765 meter över havet, och är högsta punkten på ön Anvil Island i Howe Sound. Det närmaste högre berget är Deeks Peak, 1 672 meter över havet, 7 km öster om Leading Peak.